# シコウヒンTV
『シコウヒンTV』は、日本のビデオポッドキャスト番組。2006年7月25日より配信開始。製作はGENIUS AT WORK。

## 概要
番組のアンカーマンをつとめる小宮山雄飛（ホフディラン）と、スタジオの壁に設置された剥製の「シカ」（声：大橋慶三）を進行役に、様々な著名人のこだわりの嗜好品を紹介する内容。紹介される嗜好品は飲料や食品、喫煙物に限られておらず、広く「好みの物」「こだわって蒐集している物」あるいは「マイブーム」といった意味合いでの嗜好品が紹介されている。
また、ネットでお取り寄せできる嗜好品を紹介する（通常は後編にて紹介される）。この際、「幸福の嗜好品配達係」が嗜好品を紹介しているが、この声優も大橋慶三である。
ゲストは前編・後編の2週にわたって各週1品、計2品の嗜好品を紹介する（以前は前編2品、後編1品の計3品であった）。内容は公式ウェブサイトでも視聴可能で、ウェブサイトのみ本編の裏話等が収録された『シコウヒン+α』が配信されている。
ディレクターはUMU。音楽は小宮山が担当している。（こむぞうを参照）
提供は日本たばこ産業（JT）。毎週木曜日配信。
2009年に、小宮山がアメリカに赴き嗜好品を探る姉妹編『シコウヒンUSA』も配信された。
ホフディランの新譜発売等の時期に合わせ、ホフディランスペシャルが配信される他、定期的に総集編やメイキングスペシャル等が配信されている。
毎回、前編の冒頭において、「嗜好品」の語義をナレーションと文字により解説しているが、その際には、ウィキペディアによる嗜好品の解説が引用されている（表示される解説末尾に引用が明記されている）。

## 出演ゲスト

### 2006年
みうらじゅん / BOSE（スチャダラパー） / 野宮真貴 / 渡辺祐 / Char / bird / 斉藤和義 / 升野英知（バカリズム） / ぴゅ～ピル / 蛭子能収 /

### 2007年
水道橋博士 / 玉袋筋太郎 / 大森南朋 / 峯田和伸（銀杏BOYZ) / 東京ダイナマイト / ワタナベイビー（ホフディラン） / トータス松本 / カジヒデキ / 金剛地武志 / 掟ポルシェ / 佐野元春 / ゾマホン / 大槻ケンヂ / ふかわりょう / 山口隆（サンボマスター） / 宇多丸（RHYMESTER） / 辛酸なめ子 / 石原まこちん / 所ジョージ / 鈴木亜美 / YO-KING / 小島よしお / ジョン・B・チョッパー

### 2008年
大宮エリー / モービー / 倉本美津留 / 水野仁輔（東京カリ〜番長） / 渡部建（アンジャッシュ） / さとう珠緒 / ボビー・オロゴン / ヒダカトオル（BEAT CRUSADERS） / 野中藍 / 渡辺俊美（TOKYO No.1 SOUL SET） / スネオヘアー / 小島麻由美 / 田中和将（GRAPEVINE） / BONNIE PINK / やついいちろう（エレキコミック） / 渋谷直角 / 久住昌之 / DE DE MOUSE / 山田五郎 / 木村綾子 / Itsco / 唐沢俊一 / 泉麻人

### 2009年
藤村俊二 / 渋川清彦 / YMCK / ピーター・バラカン / 近田春夫 / 増子直純（怒髪天） / AYUSE KOZUE / 中邑真輔 / 田中知之（Fantastic Plastic Machine） / 矢沢心 / ダイアモンド☆ユカイ / HALCALI / 小松彩夏 / 沖樹莉亜 / 安斎肇 / 立川談笑 /  松本素生 （GOING UNDER GROUND） / サイトウ"JxJx"ジュン（YOUR_SONG_IS_GOOD） / 吉田豪 / ZEN-LA-ROCK / AFRA / 宇川直宏 / 社長（SOIL&"PIMP"SESSIONS）

### 2010年
パラダイス山元 / 羊毛とおはな / 西寺郷太 / 向井秀徳 / FUNKIST / 島崎俊郎 / やくみつる / ムッシュかまやつ / 明和電機土佐社長 / RYO the SKYWALKER / 天久聖一 / ゆってぃ / かせきさいだぁ / 稲川淳二 / しまおまほ / 小籔千豊 / 田中要次 / なぎら健壱 / 寺岡呼人 / 宮田和弥 / IMALU / 萩原健太 / いつもここから / 大根仁 / 吉田類

### 2011年
小田島等 / 常盤響 / BIKKE (TOKYO No.1 SOUL SET) / ダニエル・カール / 鴻上尚史 / 志茂田景樹 / 石井竜也 / レイザーラモンRG / ルー大柴 / 乾貴美子 / 宮地眞理子 / 武内享 / 我修院達也 / 安藤モモ子 / 河口恭吾 / 北尾トロ / 神足裕司 / キャン×キャン / →Pia-no-jaC← / 清水ミチコ / スネオヘアー / 山口敏太郎 / 大地洋輔（ダイノジ） / 田中知之（Fantastic Plastic Machine）（再登場） / ラズウェル細木

### 2012年
加藤力也（WDW） / 児嶋一哉（アンジャッシュ）/ ふなつ一輝 / LiLiCo / 須永辰緒 / GAKU-MC / DJ TARO / ROLLY / 唐沢俊一 / みうらじゅん（再登場） / 武藤昭平 / ヒダカトオル（再登場） / ロバート・ハリス / 天龍源一郎 / ふかわりょう（再登場） / 犬山紙子 / 石原まこちん（再登場） / BOSE（スチャダラパー）（再登場） / 板東英二 / 春香クリスティーン / 大崎裕史